# سجل دير

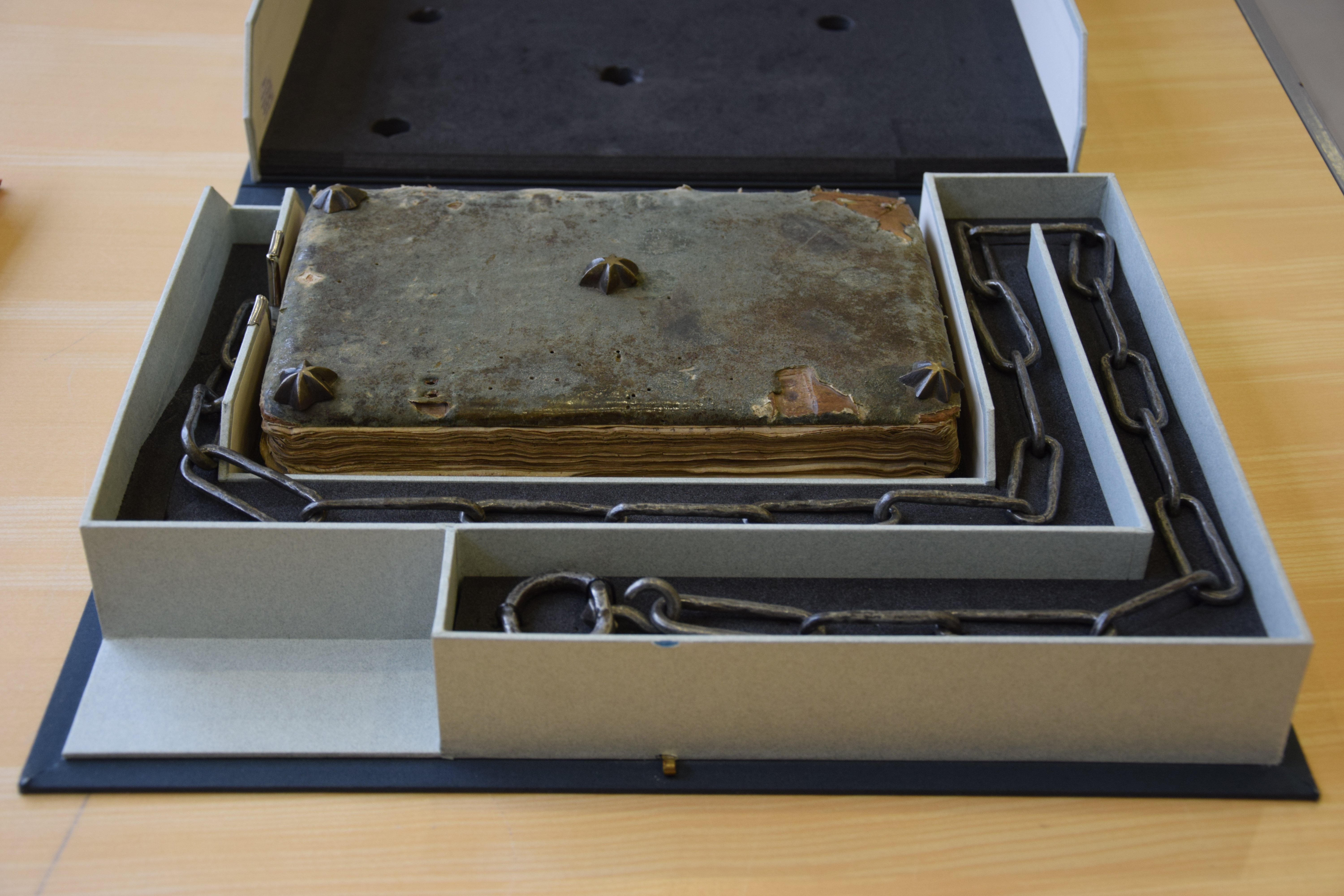
سجل دير في سِنليس

سجل الدير مجلد أو لفة مخطوطة من العصور الوسطى تحتوي على نسخ من الوثائق الأصلية المتعلقة بالمؤسسة، الامتيازات والحقوق القانونية للمؤسسات الكنسية أو الشركات البلدية أو الجمعيات الصناعية أو المؤسسات التعليمية أو العائلات. وينطبق هذا المصطلح أحيانًا أيضًا على مجموعات المستندات الأصلية المجمعة في مجلد واحد أو المترابطة لتكوين قائمة، وكذلك على أمناء هذه المجموعات فُيُسمى أمين سجلات الدير.